# Картьє (Манітоба)
Картьє (англ. Cartier) — сільський муніципалітет в Канаді, у провінції Манітоба.

## Населення
За даними перепису 2016 року, сільський муніципалітет нараховував 3368 осіб, показавши зростання на 6,8%, порівняно з 2011-м роком. Середня густина населення становила 6,1 осіб/км².
З офіційних мов обидвома одночасно володіли 480 жителів, тільки англійською — 2 835, а 50 — жодною з них. Усього 1355 осіб вважали рідною мовою не одну з офіційних, з них 5 — українську.
Працездатне населення становило 72,3% усього населення, рівень безробіття — 4,4% (4,5% серед чоловіків та 3,5% серед жінок). 81,9% осіб були найманими працівниками, а 17,3% — самозайнятими.
Середній дохід на особу становив $49 269 (медіана $40 384), при цьому для чоловіків — $59 015, а для жінок $39 721 (медіани — $52 651 та $31 936 відповідно).
30,8% мешканців мали закінчену шкільну освіту, не мали закінченої шкільної освіти — 18,3%, 51,5% мали післяшкільну освіту, з яких 28,8% мали диплом бакалавра, або вищий.
| Статево-вікова структура населення | Статево-вікова структура населення | Статево-вікова структура населення | Статево-вікова структура населення | Статево-вікова структура населення |
| ---------------------------------- | ---------------------------------- | ---------------------------------- | ---------------------------------- | ---------------------------------- |
|                                    |                                    |                                    |                                    |                                    |
| Всього                             | Всього                             | 50,4%49,6%                         |                                    |                                    |
| 0 — 14 років                       | 0 — 14 років                       |                                    | 25%                                | 25%                                |
| 15 — 64 років                      | 15 — 64 років                      |                                    | 64,4%                              | 64,4%                              |
| 65 і більше                        | 65 і більше                        |                                    | 10,6%                              | 10,6%                              |
| 85 і більше                        | 85 і більше                        |                                    | 0,9%                               | 0,9%                               |
| Середній вік (років)               | Середній вік (років)               | 34,736,2                           | 35,4                               | 35,4                               |
| Медіана (років)                    | Медіана (років)                    | 33,034,7                           | 33,8                               | 33,8                               |
| — чоловіки — жінки                 |                                    |                                    |                                    |                                    |

| Походження мешканців:     | Походження мешканців:     | Походження мешканців: | Походження мешканців: | Походження мешканців: |
| ------------------------- | ------------------------- | --------------------- | --------------------- | --------------------- |
| Походження                |                           |                       | осіб                  | %                     |
| Корінні американці        | Корінні американці        |                       | 490                   | 22.74%                |
| Інше північноамериканське | Інше північноамериканське |                       | 730                   | 33.87%                |
| Європейське               | Європейське               |                       | 1 745                 | 80.97%                |
| британське                | британське                |                       | 905                   | 42%                   |
| французьке                | французьке                |                       | 585                   | 27.15%                |
| українське                | українське                |                       | 90                    | 4.18%                 |
| Латинськоамериканське     | Латинськоамериканське     |                       | 10                    | 0.46%                 |
| Карибське                 | Карибське                 |                       | 20                    | 0.93%                 |
| Азійське                  | Азійське                  |                       | 120                   | 5.57%                 |

| Зайнятість населення за галузями (за класифікацією NOC): | Зайнятість населення за галузями (за класифікацією NOC): | Зайнятість населення за галузями (за класифікацією NOC): | Зайнятість населення за галузями (за класифікацією NOC): | Зайнятість населення за галузями (за класифікацією NOC): |
| -------------------------------------------------------- | -------------------------------------------------------- | -------------------------------------------------------- | -------------------------------------------------------- | -------------------------------------------------------- |
|                                                          |                                                          |                                                          |                                                          |                                                          |
| Управління                                               | Управління                                               |                                                          | 20,7%                                                    | 20,7%                                                    |
| Бізнес, фінанси та адміністрування                       | Бізнес, фінанси та адміністрування                       |                                                          | 13%                                                      | 13%                                                      |
| Природничі та прикладні науки                            | Природничі та прикладні науки                            |                                                          | 7,3%                                                     | 7,3%                                                     |
| Охорона здоров'я                                         | Охорона здоров'я                                         |                                                          | 6,5%                                                     | 6,5%                                                     |
| Освіта, правозахист, муніципальні та урядові служби      | Освіта, правозахист, муніципальні та урядові служби      |                                                          | 15%                                                      | 15%                                                      |
| Мистецтво, культура, відпочинок та спорт                 | Мистецтво, культура, відпочинок та спорт                 |                                                          | 1,6%                                                     | 1,6%                                                     |
| Роздрібна торгівля та послуги                            | Роздрібна торгівля та послуги                            |                                                          | 15%                                                      | 15%                                                      |
| Гуртова торгівля, транспорт та обладнання                | Гуртова торгівля, транспорт та обладнання                |                                                          | 14,6%                                                    | 14,6%                                                    |
| Природні ресурси, сільське господарство                  | Природні ресурси, сільське господарство                  |                                                          | 4,1%                                                     | 4,1%                                                     |
| Виробництво                                              | Виробництво                                              |                                                          | 2%                                                       | 2%                                                       |

## Клімат
Середня річна температура становить 2,6°C, середня максимальна – 23,7°C, а середня мінімальна – -24,6°C. Середня річна кількість опадів – 549 мм.
| Клімат поселення                              | Клімат поселення | Клімат поселення | Клімат поселення | Клімат поселення | Клімат поселення | Клімат поселення | Клімат поселення | Клімат поселення | Клімат поселення | Клімат поселення | Клімат поселення | Клімат поселення | Клімат поселення |
| Показник                                      | Січ.             | Лют.             | Бер.             | Квіт.            | Трав.            | Черв.            | Лип.             | Серп.            | Вер.             | Жовт.            | Лист.            | Груд.            |                  |
| Середній максимум, °C                         | −11,3            | −7,45            | −0,32            | 10,32            | 18,58            | 23,68            | 23,73            | 23,00            | 17,48            | 10,18            | 0,06             | −9,7             |                  |
| Середня температура, °C                       | −17,98           | −14,1            | −6,99            | 3,68             | 11,92            | 17,02            | 19,28            | 18,50            | 13,00            | 5,70             | −4,4             | −14,1            |                  |
| Середній мінімум, °C                          | −24,63           | −20,78           | −13,64           | −2,98            | 5,26             | 10,36            | 14,84            | 14,10            | 8,60             | 1,30             | −8,86            | −18,6            |                  |
| Норма опадів, мм                              | 23               | 16               | 28               | 29               | 58               | 96               | 81               | 72               | 51               | 41               | 29               | 25               |                  |
| Середньомісячна швидкість вітру, м/с          | 4.29             | 4.20             | 4.30             | 4.50             | 4.50             | 4.00             | 3.50             | 3.70             | 4.20             | 4.50             | 4.46             | 4.30             |                  |
| Середньомісячна сонячна радіація, кДж/м²·день | 4294             | 7669             | 12654            | 17250            | 20006            | 21066            | 21751            | 18442            | 12738            | 7583             | 4268             | 3285             |                  |
| --------------------------------------------- | ---------------- | ---------------- | ---------------- | ---------------- | ---------------- | ---------------- | ---------------- | ---------------- | ---------------- | ---------------- | ---------------- | ---------------- | ---------------- |
| Джерело:                                      |                  |                  |                  |                  |                  |                  |                  |                  |                  |                  |                  |                  |                  |